# Horabagrus brachysoma

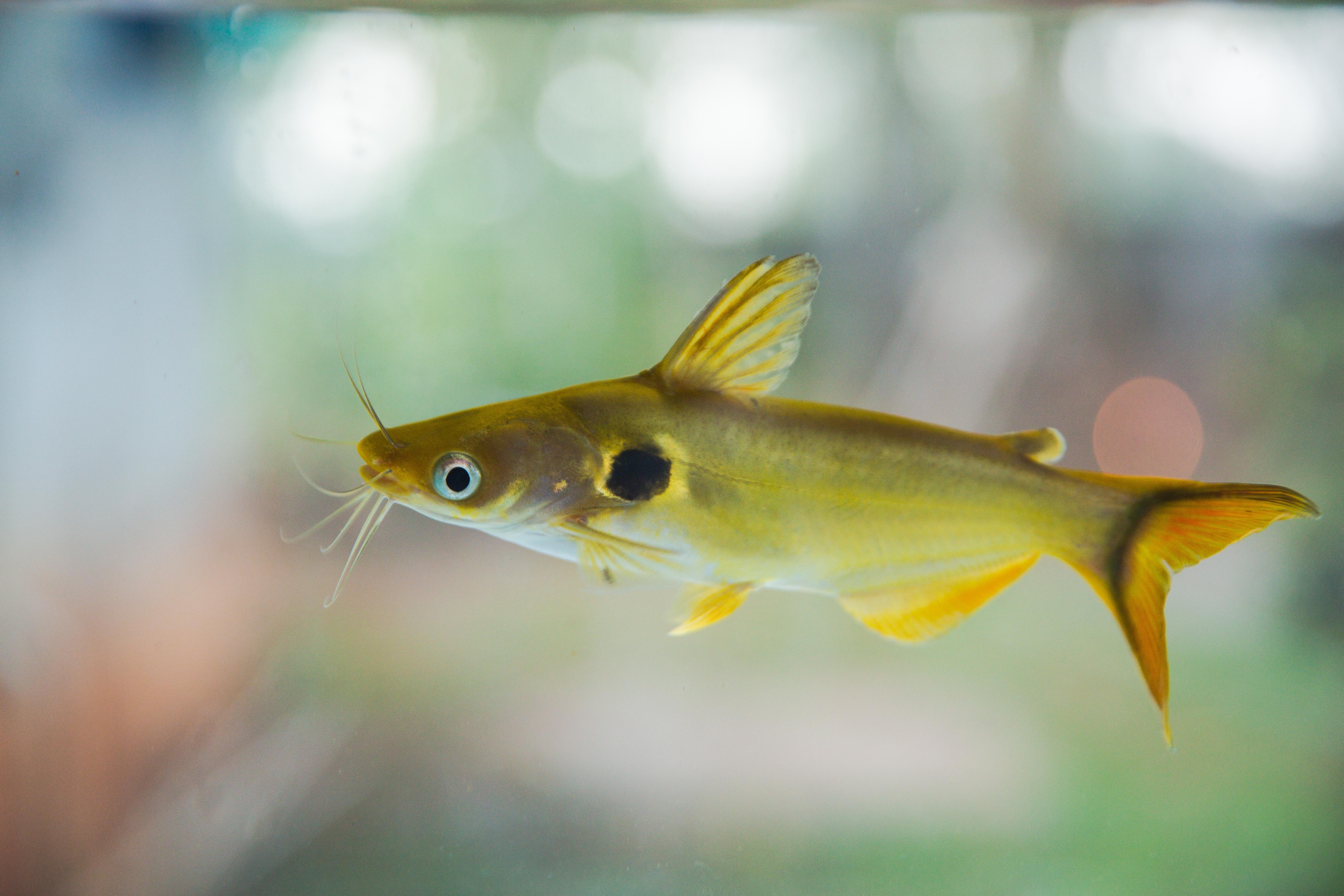
Hình ảnh của loài cá Sun Catfish

Horabagrus brachysoma hay sun catfish là tên của một loài cá da trơn đặc hữu của những con sông ở rặng núi Western Ghats ở Ấn Độ. Ngoài ra, nó còn có tên gọi khác là Günther's catfish, yellow catfish, bullseye catfish, golden red tail catfish hay là solar catfish
. Trong khu vực mà nó sinh sống, người ta còn gọi là Manjakoori.
Chúng có đầu to và miệng rộng. Đôi mắt của chúng to và chúng có thể nhìn thấy bên dưới chúng. Vây lưng và vây mỡ (loại vây mềm ngay phía sau vây lưng) đều có gai cứng. Chúng có 4 cặp râu, một cặp ở mũi, một cặp ở hàm trên (tức là hai bên miệng), hai cặp còn lại thì ở hàm dưới (tức là ở cằm). Cơ thể của chúng có màu hơi vàng, hai bên có đốm đen, đốm đen có viền vàng sáng hơn màu cơ thể. Mỗi cá thể thuộc loài này có thể đạt đến kích thước là 45 cm (18 in).
Chúng ở các khu vực Kerala Backwaters, hồ Vembanad, sông Chalakudy, sông Nethravathi của phía Nam Karnataka và huyện Uttara Kannada. Vùng nước mà chúng xuất hiện thì có dòng chảy nhẹ và nhiều loài cây thủy sinh.
Thức ăn của chúng là động vật thân mềm, động vật giáp xác và cá. Chúng còn có thể ăn cả côn trùng và thậm chí cả ếch. Chúng ăn nhiều khi bước vào mùa sinh sản. Mùa sinh sản của chúng bắt đầu trước mùa mưa và kết thúc khi có gió mùa Tây Nam.
Tình trạng bảo tồn hiện tại được Liên minh Bảo tồn Thiên nhiên Quốc tế đánh giá là có nguy cơ bị đe dọa, trong khi nhiều tổ chức khác cho rằng đây là loài bị đe dọa.